# Jožef Godnič (starejši)
Jožef Godnič, slovenski rimskokatoliški duhovnik in publicist * 14. marec 1851, Komen, † 23. februar 1929, Dornberk.

## Življenje in delo
Za duhovniški poklic se je navdušil, ko je živel pri stricu Antonu Maliču, vikarju v Števerjanu. Gimnazijo in bogoslovje je študiral v Gorici. Posvečen je bil spomladi 1874. Jeseni istega leta je bil nastavljen za prefekta malega semenišča v Gorici. Nadškof Andreas Gollmayr ga je poslal na dunajski Avguštinej, a je tam zbolel in moral študij opustiti. Po vrnitvi je bil najprej kaplan v Solkanu 81877-1887), nato vikar v Kromberku (1887-1894), kurat v Grgarju (1894-1917). Od tu se je pred vojno umaknil v Ajdovščino (1917) in nato v Cerknico ter Rakek (1918), od koder je 1920 odšel k nečaku Jožefu Godniču mlajšemu v Dornberk. Tu je ob asistenci nadškofa Sedeja 24. marca 1924 obhajal zlato mašo. V času službovanja v Kromberku je opremil novo cerkev, največ pa je storil v Grgarju. Tu je zgradil novo župnišče, ustanovil Slovensko katoliško izobraževalno društvo, Dekliško Marijino družbo, Družbo krščanskih mater in deklet ter hranilnico in posojilnico, katero je do odhoda v Dornberk tudi sam vodil, predvsem pa je pomembna njegova grgarska kronika Kronika ali Memorabilia iz Grgarja ki zajema obdobje od 1435 do 1920. Več člankov pa je objavil tudi v listih Folium periodicum Archidiocesis Goritiensis (Gorica, 1884) in Zborniku svečenikov sv. Pavla Gorica (Gorica, 1920, št. 4, 32, 109,142; 1921, št. 34, 126; 1922, št. 166).